# Kristendom, religion, livssyn og etikk
Kristendom, religion, livssyn og etikk (kurz KRLE, deutsch: Christentum, Religion, Lebensanschauung und Ethik) ist ein in Norwegen verpflichtendes Unterrichtsfach der zehnjährigen Grundschule. Die genauen Unterrichtsinhalte sowie der Name des Faches gelten als politisch umstritten. Im Jahr 2007 entschied der Europäische Gerichtshof für Menschenrechte, dass das Fach in der ab 1997 unterrichteten Form, in der Schüler keine vollständige Befreiung erhalten konnten, gegen die Menschenrechte verstoße.

## Geschichte

### 1997–2008: Kristendoms-, religions- og livssynskunnskap
Im Herbst 1997 wurde das Fach Kristendomskunnskap med religions- og livssynsorientering (KRL, deutsch: Christentumskunde mit Religions- und Lebensanschauungsorientierung) eingeführt. Es ersetzte die Fächer kristendomskunnskap (Christentumskunde) und livssynskunnskap (Lebensanschauungskunde). Es wurde diskutiert, ob das Fach obligatorischen Charakter haben sollte und ob Grundschüler für solche Teile des Faches, die „verkündend“ wirken könnten, befreit werden können. Nach der Einführung wurde es von humanistischen, jüdischen, muslimischen und buddhistischen Vertretern kritisiert. Sie befürchteten, dass ihren Kindern durch den Staat christliche Indoktrination aufgezwungen würde.
Eine Evaluierung des Faches zeigte, dass eine teilweise Unterrichtsbefreiung in der Praxis schlecht funktionierte, woraufhin sieben Familien gegen den Staat klagten, um eine vollständige Befreiung zu erwirken. Sie verloren auf allen norwegischen Rechtsinstanzen. Jedoch legten vier Familien vor dem UN-Menschenrechtsausschuss und drei Familien vor dem Europäischen Gerichtshof für Menschenrechte Beschwerde ein. Im November 2004 stellte der UN-Menschenrechtsausschuss fest, dass die Verordnung zur teilweisen Unterrichtsbefreiung den Menschenrechten widerspreche. Im Juni 2005 beschloss das norwegische Parlament, dem Fach einen weniger verkündenden Charakter zu verleihen. Unter anderem wurde der ursprüngliche Name des Faches in den Namen Kristendoms-, religions- og livssynskunnskap geändert. Des Weiteren wurde das Fach vom christlichen Zweckbindungsparagraphen der Schule entbunden. In einem neuen Lehrplan wurde festgelegt, dass der Bereich Christentum 55 Prozent des zu lehrenden Stoffes ausmachen solle, während andere Religionen und Lebensanschauungen zu 25 sowie Philosophie und Ethik zu 20 Prozent eingehen sollen.
Die Klage vor dem Europäischen Gerichtshof für Menschenrechte wurde am 6. Dezember 2006 eröffnet. Der Gerichtshof befand darüber, ob das Schulfach indoktrinierenden Charakter besäße und, falls dem so sein sollte, ob die bestehenden Befreiungsregelungen ausreichend seien. Das Gerichtsurteil vom Juni 2007 besagte, dass KRL in der Form von 1997 mit den Menschenrechten im Widerspruch steht.

### 2008–2015: Religion, livssyn og etikk
Ab dem Schuljahr 2008/2009 ersetzte Religion, livssyn og etikk (RLE, deutsch: Religion, Lebensanschauung und Ethik) das Schulfach. Die Regierung Stoltenberg II kündigte nach dem Urteil im Europäischen Gerichtshof für Menschenrechte im August 2007 an, das Schulfach so umzugestalten, dass es keine qualitative Unterschiede im Lehrstoff für die einzelnen Religionen und Lebensanschauungen geben solle. Im Dezember 2007 hatte die norwegische Regierung Veränderungen am Fach angekündigt: Alle Religionen sollten gleichgestellt werden, der zeitliche Mindestanteil von 55 Prozent Christentumslehre wurde gestrichen.

### 2015: Umbenennung zu Kristendom, religion, livssyn og etikk
Im Oktober 2014 verkündete der damalige Bildungsminister Torbjørn Røe Isaksen von der konservativen Partei Høyre, dass das Fach von Religion, livssyn og etikk zu Kristendom, religion, livssyn og etikk (deutsch: Christentum, Religion, Lebensanschauung und Ethik) umbenannt werden sollte. In der Zusammenarbeitsvereinbarung der Minderheitsregierung Solberg mit den Parteien Venstre und Kristelig Folkeparti (KrF) war die Umbenennung festgelegt worden. In der Vereinbarung war zudem vermerkt worden, dass mindestens 55 Prozent der Unterrichtszeit im Bereich des Christentums unterrichtet werden soll. Die Umstrukturierung war vor allem von der KrF angetrieben worden.
Ein vom Bildungsministerium im März 2015 vorgelegter Vorschlag sah vor, dass etwa die Hälfte der Unterrichtszeit für den Bereich Christentum verwendet werden sollte. Isaksen begründete dies damit, dass das Christentum eine sehr wichtige Rolle in der norwegischen Kultur und Geschichte spiele und es damit natürlich sei, dass es einen größeren Platz im Religionsunterricht erhalten solle.
Der neue Name wurde schließlich im August 2015 eingeführt. Im Gesetz ist unter dem Paragraphen § 2–4.Undervisninga i faget kristendom, religion, livssyn og etikk (deutsch: Unterricht im Fach kristendom, religion, livssyn og etikk) ist festgeschrieben, dass das Fach nicht missionarisch oder verkündend sein dürfe.
Am 1. August 2020 wurde damit begonnen, schrittweise einen neuen Lehrplan einzuführen. Im Lehrplan festgeschrieben ist, dass das Fach Wissen und Verständnis für das Christentum und andere Religionen und Lebensanschauungen im lokalen, nationalen und globalen Maßstab geben solle. Des Weiteren sollen unter anderem ethische Reflexion gelehrt werden.